# Pseudomastax infuscata
Pseudomastax infuscata är en insektsart som beskrevs av Marius Descamps 1970. Pseudomastax infuscata ingår i släktet Pseudomastax och familjen Eumastacidae. Inga underarter finns listade i Catalogue of Life.